# BRIT School
 (décembre 2022).
 (décembre 2022).
Si vous disposez d'ouvrages ou d'articles de référence ou si vous connaissez des sites web de qualité traitant du thème abordé ici, merci de compléter l'article en donnant les références utiles à sa vérifiabilité et en les liant à la section « Notes et références ».
La BRIT School est une école britannique spécialisée dans l'art située à Selhurst dans le quartier de Croydon à Londres, en Angleterre. Elle a pour objectif de donner une éducation et une formation professionnelle dans différents domaines artistiques (audiovisuel, spectacle vivant, design). Si l'admission est sélective, l'école est réputée pour avoir formé des célébrités dans tous les arts cités précédemment,,,.
Inaugurée le 22 octobre 1991 dans le cadre du programme City Technology College (en), l'école est financée par le gouvernement britannique avec le soutien du British Record Industry Trust (BRIT), d'autres partenaires caritatifs et de dons. L'école conserve un statut d'école privée auprès de l'Autorité locale éducative anglaise (en).

## Histoire
Mark Featherstone-Witty (en) s'est inspiré du film Fame (1980) d'Alan Parker pour créer une école secondaire spécialisée dans les arts du spectacle. Lorsqu'il a commencé à collecter des fonds par le biais de la School for Performing Arts Trust (SPA), il avait développé un nouveau programme, plus diversifié. Il a approché l'entrepreneur Richard Branson pour qu'il devienne le promoteur du projet, proposition qu'il a accepté à condition que d'autres maisons de disques interviennent. En l'occurrence, la British Phonographic Industry (BPI) ne souhaitait pas que les élèves puissent uniquement enregistrer par leurs propres moyens. La BPI s'est rendu compte qu'elle ne disposait pas de la prestance nécessaire à l'obtention de fonds publics. Le gouvernement conservateur de l'époque avait besoin de donner un nouvel élan à son programme du City Technology College, ce qui l'a poussé à investir.

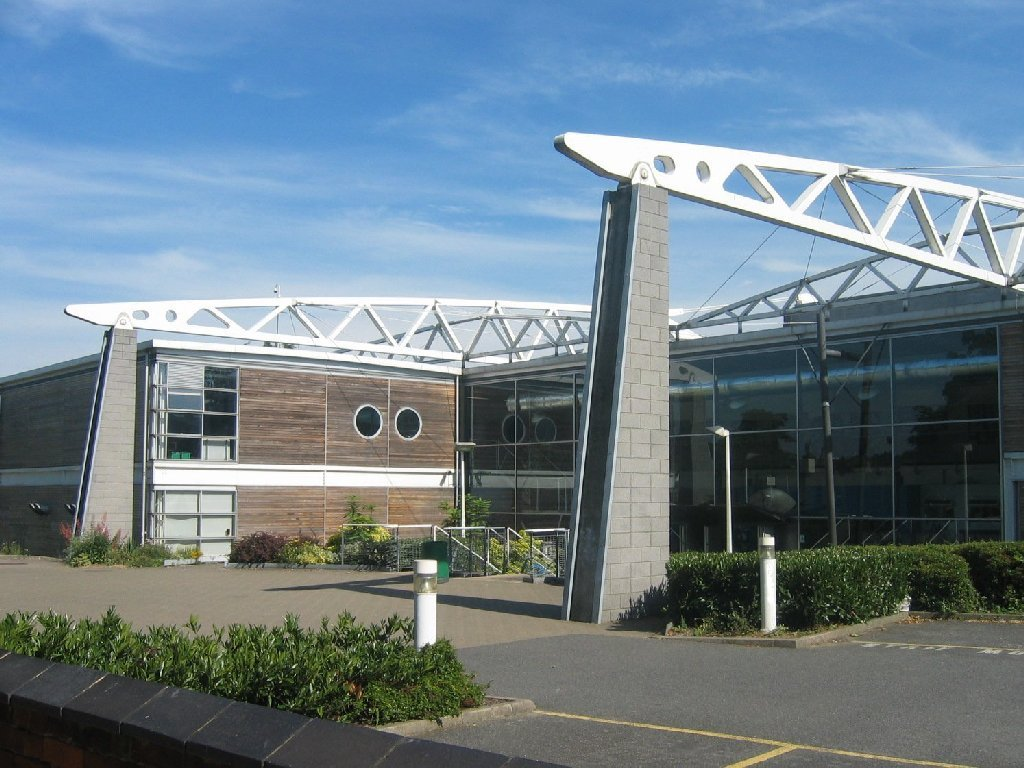
La BRIT School en 2007.

Depuis plus de 30 ans, la BRIT School bénéficie d'un financement de l'industrie du disque britannique, avec une contribution annuelle substantielle des revenus des Brit Awards, régulée par le BRIT Trust.
En 2012, l'école s'est agrandie par l'acquisition d'une partie de l'ancien bâtiment de la Selhurst High School (en) situé à proximité. Trois nouveaux cours, " Arts de la production ", " Design digital interactif " et " Pratique des arts en communauté " ont été créés à la suite de cette expansion. L'école compte actuellement 1 352 étudiants inscrits. L'ancien directeur de l'école, Nick Williams, a été fait chevalier dans le cadre des 2013 New Year Honours (en) pour ses services rendus à travers l'éducation.
En 2021/2022, l'école a célébré son 30ème anniversaire et a reçu à cet égard par PRS for Music de prix de l'héritage pour avoir "façonné l'art et la culture britanniques pendant 30 ans".

## Axe pédagogique

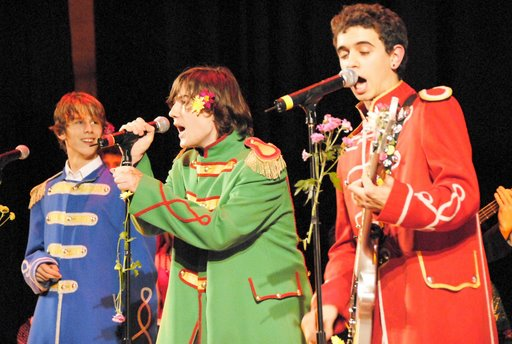
Concert en cosplay des Beatles (Musique)

L'école accueille des étudiants qui ont l'intention de faire carrière dans les industries des arts, du divertissement et des communications. Cependant, l'école attend des élèves une implication continue, et ce jusqu'au bout des études. La BRIT School dispose de deux théâtres, le Obie Theatre, qui peut accueillir jusqu'à 324 spectateurs assis et jusqu'à 500 spectateurs debout, et le BRIT Theatre, qui a ouvert ses portes en janvier 2012 et peut accueillir jusqu'à 280 spectateurs. L'école dispose également de salles de danse et de théâtre musical ainsi que de studios de télévision et de radio.
YouTube Music a financé un nouveau studio de télévision qui a ouvert ses portes en 2019, destiné aux étudiants en cinéma et en multimédia. Ce financement fait suite à une émission réalisée par des étudiants intitulée. En plus du studio de télévision, la multinationale a également financé un studio d'enregistrement audio.
Par ailleurs, YouTube Music est devenu l'un des partenaires principaux du secteur musique/audiovisuel de l'école.

## Conditions d'entrée
L'accès aux cours de la BRIT School est sélectif. Si les candidats répondent aux critères d'entrée attendus, ils peuvent être invités à un entretien ou à une audition dans le domaine choisi (cinéma, théâtre, danse, design numérique, musique, audiovisuel, théâtre musical, scénotechnique et arts visuels, pour les élèves en sixième année) en plus d'une rencontre avec les tuteurs des matières concernées. Par exemple, l'entrée au cours de musique se fait par des tests d'oreille musicale, de théorie musicale et une audition.
L'école accueille des étudiants qui ne sont pas de la région, et dont certains vivent initialement à l'étranger. Chaque année, des étudiants de pays étrangers sont acceptés et déménagent à Londres pour assister aux cours.
En 2011, un article de BBC News a débattu autour de la question de savoir si les étudiants qui sont acceptés par l'école obtenaient d'office un avantage dans l'industrie de leur spécialité artistique, ce qui est injuste par rapport aux autres méthodes d'éducation.

## Programme scolaire
L'école enseigne les cours suivants :
| Cours (français et anglais)                 | Accès en KS4 (en)(14-16 ans) | Accès en post-16 (16-18 ans) | Accès en year 14 (18 ans et +) | Remarques                                                                        |
| ------------------------------------------- | ---------------------------- | ---------------------------- | ------------------------------ | -------------------------------------------------------------------------------- |
| Arts créatifs                               |                              |                              |                                |                                                                                  |
| Cinéma et médias Film & Media Production    | ✓                            | ✓                            |                                | Anciennement "Media, Art & Design" et "Broadcast and Digital Communication".     |
| Design numérique Interactive Digital Design | ✓                            | ✓                            |                                | Conception graphique.                                                            |
| Arts visuels et design Visual Arts & Design | ✓                            | ✓                            |                                | Sous-divisions : mode et textile.                                                |
| Arts de la production Production Arts       |                              | ✓                            |                                | Anciennement "Production Arts & Technology" et "Technical Theatre Arts".         |
| Arts performants                            |                              |                              |                                |                                                                                  |
| Théâtre Theatre                             | ✓                            | ✓                            | ✓                              | Les étudiants de year 14 doivent avoir suivi le cursus en post-16 pour postuler. |
| Musique Music                               | ✓                            | ✓                            |                                |                                                                                  |
| Audiovisuel Music Technology                |                              | ✓                            |                                |                                                                                  |
| Théâtre musical Musical Theatre             | ✓                            | ✓                            |                                |                                                                                  |
| Danse Danse                                 | ✓                            | ✓                            |                                |                                                                                  |
| Théâtre appliqué Applied Theatre            |                              | ✓                            |                                | Anciennement "Community Arts Practice" (modifié en 2022).                        |

## Célébrités issues de l'école
- Ace and Vis (en) (présentateurs TV/radio)
- Adele (autrice-compositrice-interprète)
- Amy Winehouse (auteur-compositeur-interprète)
- Ashley Madekwe (actrice)
- Bashy (rappeur/acteur)
- Billie Black (en) (chanteuse)
- Black Midi (groupe)
- Blake Harrison (en) (acteur)
- Breakage (musicien)
- Cat Burns (chanteuse)
- Cash Carraway (en) (scénariste/showrunner)
- Cat Sandion (en) (présentateur)
- Charlene Soraia (en) (chanteuse)
- Cormac Hyde-Corrin (acteur, cinéaste)
- Cush Jumbo (actrice)
- Dan Gillespie Sells (en) du groupe The Feeling
- Dane Bowers (en) (auteur-compositeur-interprète et ancien membre d'Another Level (en))
- Ella Eyre (autrice-compositrice-interprète)
- Eman Kellam (en) (présentatrice/YouTubeuse)
- Emily Head (en) (actrice)
- FKA Twigs (autrice-compositrice-interprète et danseuse)
- Freya Ridings (chanteuse)
- Gemma Cairnay (animatrice radio)
- Geordie Greep (auteur-compositeur-interprète)
- Harris J (it) (auteur-compositeur-interprète)
- Harrison Osterfield (acteur et mannequin)
- Imogen Heap (chanteuse)
- Jade Bird (chanteuse)
- Jamie Isaac (en) (auteur-compositeur-interprète)
- Jamie Woon (chanteur)
- Jessica Morgan (en) (chanteuse)
- Jessie J (autrice-compositrice-interprète)
- Joel Pott (en) (chanteur d'Athlete (groupe) (en))
- Joivan Wade (en) (acteur)
- Kae Tempest (figure du spoken word, poète, romancière et dramaturge)
- Kate Nash (autrice-compositrice-interprète)
- Katie Melua (autrice-compositrice-interprète)
- Katy B (autrice-compositrice-interprète)
- Kellie Shirley (en) (actrice)
- King Krule (musicien)
- Laura Angela Collins (en) (poète, productrice, autrice)
- Laura Dockrill (en) (poète, autrice et illustratrice)
- Leona Lewis (autrice-compositrice-interprète)
- Loyle Carner (rappeur)
- Luke Pritchard (chanteur)
- Lynden David Hall (chanteur)
- Marsha Ambrosius (autrice-compositrice-interprète et membre de Floetry (en))
- Maya Delilah (en) (autrice-compositrice-interprète et guitariste)
- Nancy Sullivan (en) (actrice)
- Natalie Stewart (en) (chanteuse et membre de Floetry)
- Nathan Stewart-Jarrett (acteur)
- Octavian (en) (rappeur)
- Olivia Dean (chanteuse)
- Percelle Ascott (acteur)
- Polly Scattergood (chanteuse)
- Raye (auteur-compositeur-interprète)
- Rex Orange County (auteur-compositeur-interprète/producteur)
- Rhianne Barreto (en) (actrice)
- Richard Jones (The Feeling) (en) du groupe The Feeling
- Rickie Haywood Williams (en) (présentateur, Kiss (station radio anglaise) (en))
- Rizzle Kicks (duo hip-hop)
- Robert Emms (acteur)
- Róisín Mullins (en), (danseur et présentateur)
- Shawn Emmanuel (chanteur)
- Shelby Logan Warne (en) (chanteuse et multi-instrumentiste)
- Shingai Shoniwa (en) du groupe Noisettes (chanteuse)
- Stuart Matthew Price (en) (chanteur)
- Tania Foster (en) (chanteuse)
- Talia Mar (en) (chanteuse et célébrité numérique)
- Tara McDonald (chanteuse)
- Tom Holland (acteur)
- Twist and Pulse (en) (musiciens)
- Will Bayley (en) (athlète paralympique)